# Spilopteron formosum
Spilopteron formosum är en stekelart som först beskrevs av Cresson 1868.  Spilopteron formosum ingår i släktet Spilopteron och familjen brokparasitsteklar. Inga underarter finns listade i Catalogue of Life.